# Saphir (foguete)
O Saphir, (palavra francesa para safira), também conhecido como VE-231, foi um foguete de sondagem
de dois estágios, desenvolvido pela França na segunda metade da década de 60. Sendo o sucessor do foguete Emeraude, o
primeiro estágio era exatamente o mesmo daquele, já o segundo, era um estágio ativo.
Com um segundo estágio ativo, baseado no foguete Topaze, o Saphir foi usado entre 1965 e 1967, medindo 17,77 m de altura, 1,40 m de diâmetro, massa
total de 19.905 toneladas e empuxo inicial de 280 kN, podia conduzir cargas úteis de até 365 kg a um apogeu de mais de 1.000 km. Três foguetes Saphir foram
lançados em 1965, sendo dois com sucesso. Mais seis foram lançados entre 1966 e 1967 a altitudes entre 1.500 e 2.100 km, permitindo o estudo de escudos térmicos
para reentrada, além de estudar vários aspectos do controle de voo de foguetes de dois estágios, separação desses estágios e navegação inercial.

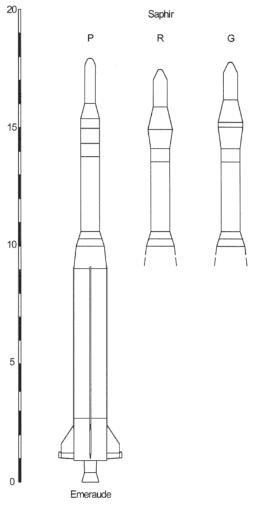
As variantes do foguete Saphir / Emeraude.

O foguete orbital Diamant, que iria colocar o primeiro satélite francês em órbita, foi projetado tendo como base o foguete Saphir.